# NGC 3899
NGC 3899 (NGC 3912) je prečkasta spiralna galaktika u zviježđu Lavu. Naknadno je utvrđeno da je NGC 3912 ista galaktika.

## Vanjske poveznice
- (eng.) SEDS: NGC 3899
- (eng.) Revidirani Novi opći katalog
- (eng.) Izvangalaktička baza podataka NASA-e i IPAC-a
- (eng.) Astronomska baza podataka SIMBAD
- (eng.) VizieR